# Отрвил сир ла Рен
Отрвил сир ла Рен (фр. Autreville-sur-la-Renne) насеље је и општина у североисточној Француској у региону Шампања-Ардени, у департману Горња Марна која припада префектури Шомон.
По подацима из 2011. године у општини је живело 394 становника, а густина насељености је износила 12,7 становника/km². Општина се простире на површини од 41,76 km². Налази се на средњој надморској висини од 247 метара.

## Демографија
| 1962. | 1968. | 1975. | 1982. | 1990. | 1999. | 2011. |
| ----- | ----- | ----- | ----- | ----- | ----- | ----- |
| 397   | 457   | 446   | 478   | 506   | 473   | 394   |

График промене броја становника у току последњих година